# Interkosmos 12
Interkosmos 12 (Интеркосмос 12 em russo), também denominado de DS-U2-IK Nº 5, foi um satélite artificial soviético lançado em 31 de outubro de 1974 por meio de um foguete Kosmos-3M a partir do Cosmódromo de Plesetsk.

## Características
O Interkosmos 12 foi o quinto membro da série de satélites DS-U2-IK e foi dedicado ao estudo da ionosfera terrestre.
O mesmo estava enquadrado dentro do programa de cooperação internacional Interkosmos entre a União Soviética e outros países. Foi injetado em uma órbita inicial de 708 km de apogeu e 264 km de perigeu, com uma inclinação orbital de 74,1 graus e um período de 94,1 minuto. Reentrou na atmosfera em 11 de julho de 1975.